# Lathrobiini
Lathrobiini es una tribu de coleópteros polífagos estafilínidos (Staphylinidae).